# From Chaos to Eternity
From Chaos to Eternity – ósmy album studyjny wydany przez Rhapsody of Fire 17 czerwca 2011 roku przez wytwórnię Nuclear Blast. Jest to pierwszy album, w którym gra nowy gitarzysta Tom Hess, który stał się pełnoprawnym oficjalnym członkiem zespołu w 2011 roku. Jest to również ostatni album przedstawiający długoletniego gitarzysty Luca Turilli i basisty Patrice Guers, którzy opuścili zespół w dobrych stosunkach w sierpniu 2011 roku. Christopher Lee wystąpił w roli narratora.
Album jest ostatnią częścią sagi fantasy, koncepcji pochodzącej z debiutu zespołu w 1997, Legendary Tales. Miał być również ostatnim, którego fabuła dzieje się we wszechświecie fantasy.

## Lista utworów
- Wszystkie teksty są autorstwa Luca Turilli, oprócz utworu 10. autorstwa Bruce'a Dickinsona.
- Wszystkie utwory zostały skomponowane przez Luca Turilli i Alexa Staropoli z wyjątkiem utworu 10. autorstwa Bruce'a Dickinsona oraz utworów 3. i 9. zawierających fragmenty I Sonaty fortepianowej Beethovena.

| Nr          | Tytuł | Czas  |
| ----------- | --- | ----- |
| 1.          | "Ad Infinitum" | 1:28  |
| 2.          | "From Chaos to Eternity" | 5:45  |
| 3.          | "Tempesta di Fuoco" | 4:46  |
| 4.          | "Ghosts of Forgotten Worlds" | 5:31  |
| 5.          | "ANIMA PERDUTA" | 4:45  |
| 6.          | "Aeons of Raging Darkness" | 5:46  |
| 7.          | "I Belong to the Stars" | 4:52  |
| 8.          | "Tornado" | 4:55  |
| 9.          | "Heroes of the Waterfalls’ Kingdom" I. Lo Spirito Della Foresta II. Realm Of Sacred Waterfalls III. Thanor’s Awakening IV. Northern Skies Enflamed V. The Splendour Of Angels’ Glory (A Final Revelation) | 19:38 |
| Bonustracks | |       |
| Nr          | Tytuł | Czas  |
| 10.         | "Flash Of The Blade" (Iron Maiden cover)" | 4:17  |
| 11.         | "Tornado" (instrumental; Japanese edition) | 6:33  |

## Muzycy
- Luca Turilli – gitara
- Fabio Lione – wokal
- Tom Hess – gitara
- Alex Staropoli – instrumenty klawiszowe
- Patrice Guers – gitara basowa
- Alex Holzwarth – perkusja